# Игора

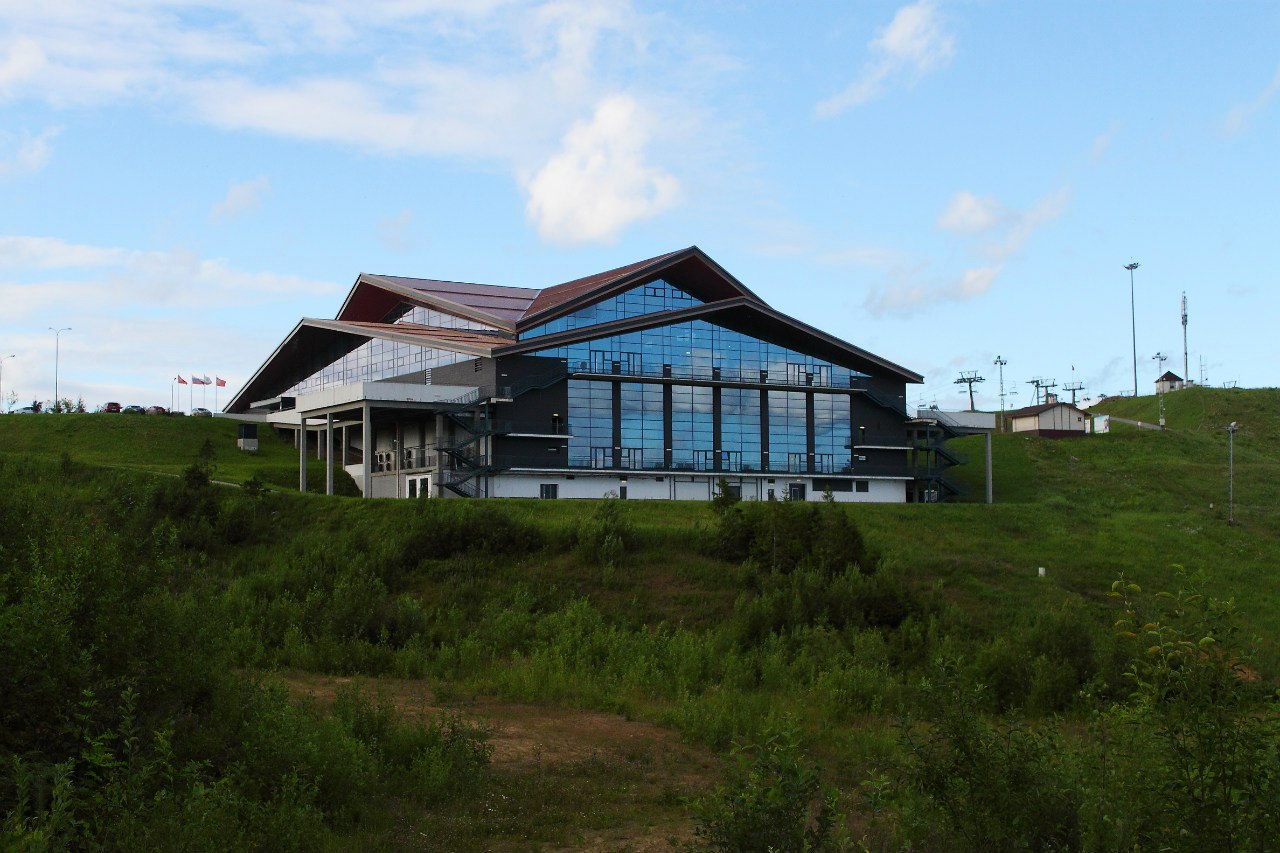
Ледовый дворец в Игоре (2010).

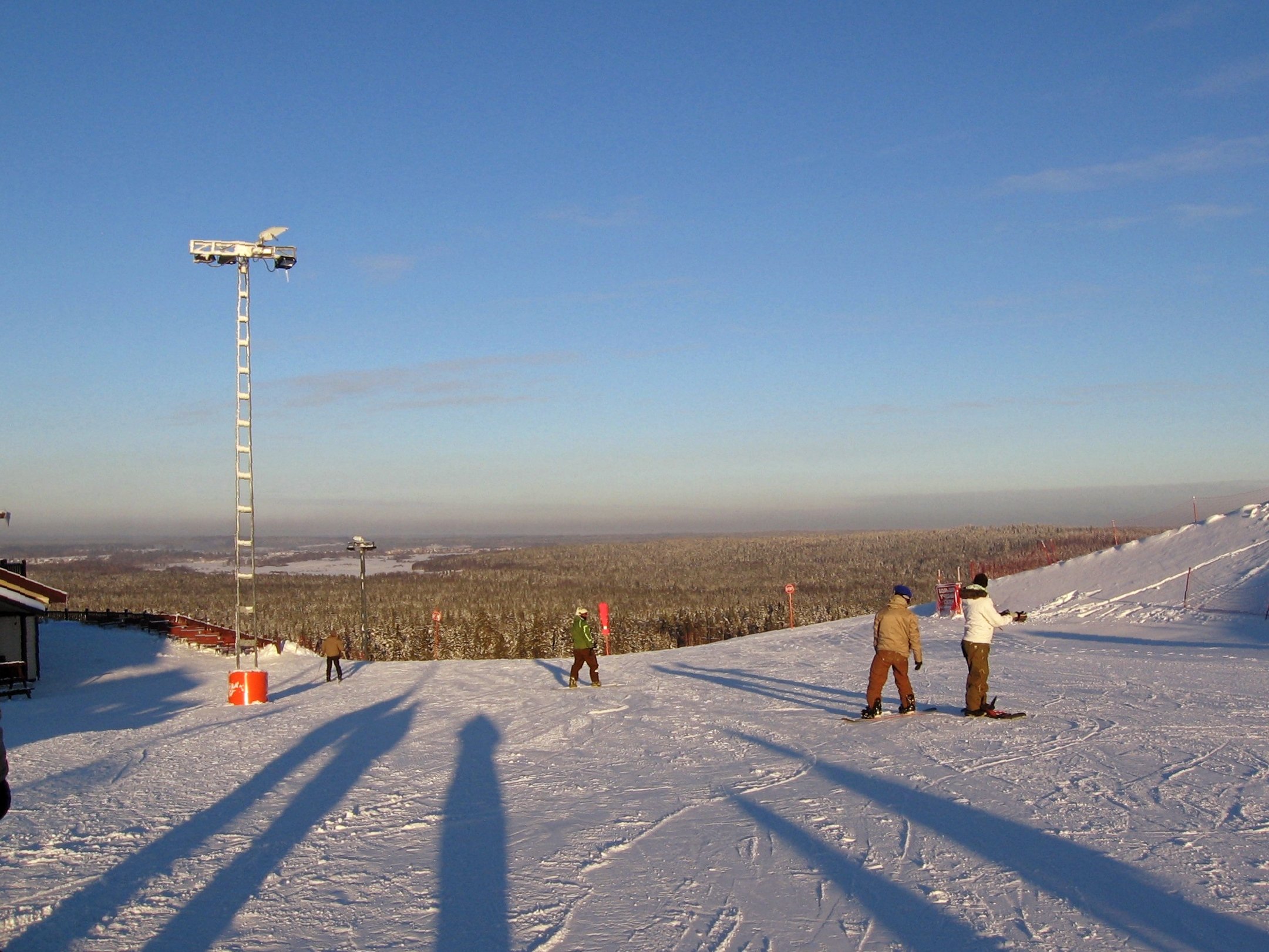
Стартовая площадка.

Игора — круглогодичный курорт в Ленинградской области, Россия. Многофункциональная площадка для активного отдыха и спа-комплекс.

## Расположение
Курорт находится Сосновском сельском поселении Приозерского района Ленинградской области между посёлками Платформа 69-й км и Сосново, к востоку от старого Приозерского шоссе (съезд с трассы «Сортавала» — Сосново — Колосково — Варшко), к западу от железнодорожной линии Санкт-Петербург — Приозерск — Кузнечное — Хийтола. Расстояние от кольцевой автомобильной дороги вокруг Санкт-Петербурга до курорта по автомобильным дорогам — 52 километра, от станции Кушелевка до ближайшего к курорту используемого в регулярном пассажирском сообщении железнодорожного остановочного пункта (69-й километр) — 69 километров. В начале 2023 года в непосредственной близости от курорта был построен остановочный пункт Игора, который планируется использовать в период новогодних праздников.

## История
Курорт был открыт 28 января 2006 года. Первая очередь включала холм с несколькими горнолыжными спусками (перепад высот 120 метров), 7 подъёмников, включая четырёхкресельный, прокат снаряжения, отель и коттеджи, ресторан и бистро.
Зимой 2007—2008 года были запущены в эксплуатацию СПА-комплекс с 25-метровым бассейном и ресторан высокой кухни «Ле Шале», парк с серией трамплинов Биг-эйр и Джиббинг-серией.
Летом 2008 года искусственное озеро у подножия горы было оборудовано для летнего пляжного отдыха. Появились бассейны с подогревом, песчаный пляж, спортивная и детская площадки, бар, беседки с барбекю.
В 2010 году запущен в эксплуатацию «Ледовый дворец», включающий ледовую арену, кёрлинг, два ресторана, конференц-зону, кинотеатр, игровую зону с боулингом, игровыми автоматами и бильярдом.

## Проведение официальных соревнований
Курорт имеет международную сертификацию для проведения соревнований по параллельному слалому.
Сооружения экстрим-парка также соответствуют требованиям проведения международных соревнований.

## Экстрим-парк
В зимний сезон горнолыжный курорт «Игора» строил парк для лыжников и сноубордистов. Обычно парк делился на 3 зоны: халфпайп зона, слоупстайл зона с трамплинами и зона для джиббинга с разнообразными перилами и боксами. В экстрим парке проходили соревнования для профессионалов и любителей, такие как: Igora Sun Pipe, Igora Rail Jam, Igora Snow Sapiens.

## Гоночный комплекс
В 2019 году в Игоре открыт гоночный комплекс «Игора Драйв», построенный по проекту Германа Тильке.